# Полонид кальция
Полонийкальций, полонид кальция — соединение (интерметаллид либо соль) полония и кальция состава CaPo. Кристаллизуется в кубической сингонии, пространственная группа F m3m,
параметры ячейки a = 0,6514 нм, Z = 4, структура типа хлорида натрия NaCl. Соединение изоструктурно сульфиду, селениду и теллуриду кальция. Синтез полонида кальция выполнялся при выдерживании кальция в пара́х полония при 550 °C в течение 7 минут. Соединение имеет серый цвет, без металлического блеска. Плотность, определённая рентгенографически, составляет 6,0 г/см³.